# Ometeotl
Ometeotl è la doppia divinità Ometecuhtli/Omecihuatl, secondo la mitologia azteca. Il suffisso "teotl" originariamente veniva tradotto come 'dio', ma la maggior parte dei traduttori adesso preferiscono usare il termine 'signore', dato che il concetto non è equivalente al concetto europeo di dio. Alcuni traducono teotl come energia, ma questo non viene solitamente ritenuto corretto. La traduzione letterale del nome è "signore due", Leon Portilla lo interpreta come "Signore della dualità".
L'origine di questo dio è tolteca e pare se ne siano trovate tracce a Teotihuacan.
Secondo la tradizionee Nahua/Azteca, Ometeotl/Omecihuatl è un dio doppio, maschio e femmina, creatore di Cemanahuatl. L'aspetto maschile di Ometeotl è Ometecuhtli, il suo aspetto femminile è Omecihuatl. Lui/lei dimorava e regnava su Omeyocan ("Posto doppio"), casa degli dei.
Non esistevano templi dedicati a questo dio, ma ad Ometeotl si fa riferimento in gran parte della poesia azteca.
Ometeotl veniva chiamato anche con altri nomi: Tloque Nahuaque, "Padrone di ciò che è lontano e di ciò che è vicino"; Moyocoyatzin, "Inventore di se stesso"; Ipalnemohua, "Colui che dà la vita". Questi titoli, in realtà, sono riferiti a Tezcatlipoca, una divinità con tratti di onnipotenza ed onniscienza e non sempre benevola, fra le più importanti del mondo mesoamericano. Ed è sempre Tezcatlipoca a comparire in diverse poesie mesoamericane.
Per la sua grande importanza, può venire confuso con Ometeotl dato che, per una mentalità occidentale abituata ad immaginare un unico dio onnipotente a cui tutto è soggetto, apparirebbe logico che sia Ometeotl il dio più importante. Così, invece, non era.
Ometeotl non aveva templi dedicati e non era oggetto di culto, né interveniva nella storia, a differenza di Tezcatlipoca, il quale presiedeva, fra le varie cose, anche al destino.
Una poesia azteca recita:
solo un sogno rincorriamo

oh, amici miei,

il nostro cuore ha fede

ma lui si fa beffe di noi

Ma con emozione noi troviamo gioia

in tutto ciò che è verde e nella pittura,

colui che dà la vita ci fa vivere,

lui sa, lui decide

come noi, gli uomini, moriremo.

Nessuno, nessuno, nessuno

vive veramente, sulla Terra.»
(Manoscritto, Cantares Mexicanos / Biblioteca Nazionale del Messico)